# 玛丽-劳伦斯·容格弗莱施
玛丽-劳伦斯·容格弗莱施（德語：Marie-Laurence Jungfleisch，1990年10月7日—）生于法国巴黎，是一名专长于跳高的德国田径运动员。她在2017年世界田径锦标赛上以1米95的成绩获得第四名，2018年欧洲田径锦标赛则以1米96的成绩赢得铜牌。